# Josefa de Óbidos

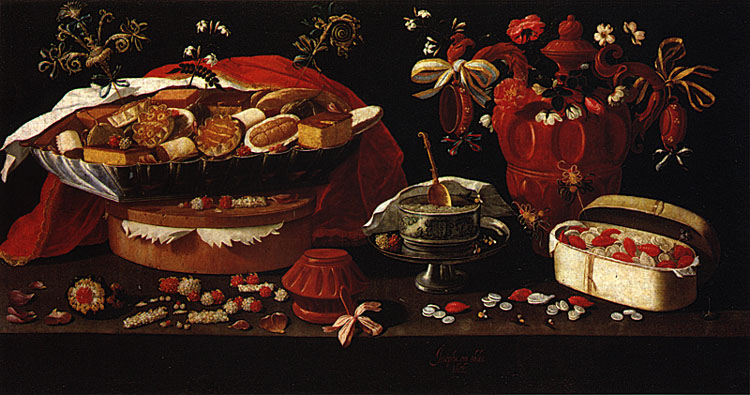
Josefa de Óbidos: Stillleben, um 1676

Josefa de Óbidos (eigentlich Josefa de Ayala, * 1630 in Sevilla; † 2. Juli 1684 in Óbidos (Portugal)) war eine bedeutende portugiesische Malerin des Barock. Sie gilt als eine der bedeutendsten portugiesischen Malerinnen aller Zeiten.

## Leben
Josefa wurde um 1630 als Josefa de Ayala in Sevilla geboren, wo ihr Vater, der portugiesische Maler Baltasar Gomes Figueira, tätig war. Mit fünf Jahren kam sie nach Portugal, ihre Jugend verbrachte sie überwiegend in Coimbra, später war sie dann überwiegend in Óbidos tätig. 
Sie starb 1684 in Óbidos und ist in der dortigen Igreja Sao Pedro beigesetzt.

## Werk
Vor allem Stillleben gehören zum Œuvre dieser ungewöhnlichen Frau. Sie malte aber auch Porträts und Miniaturen; so kann man z. B. in der Kirche Igreja Matriz de Santa Maria in Óbidos Gemälde von ihr sehen.